# فلورنسا آن همفريز
فلورنسا آن همفريز (بالإنجليزية: Florence Ann Humphries)‏ هي نقابية نيوزيلندية، ولدت في 9 نوفمبر 1915، وتوفيت في 12 يناير 1981.